# Odinnadtsat nadezjd
Odinnadtsat nadezjd (russisk: Одиннадцать надежд) er en sovjetisk spillefilm fra 1975 af Viktor Sadovskij.

## Medvirkende
- Anatolij Papanov som Vorontsov
- Ljubov Virolajnen som Lozovskaja
- Jurij Demitj som Romantsev
- Aleksandr Goloborodko som Lavrenjov
- Igor Dobrjakov som Sokolovskij